# Corydalis omeiana
Corydalis omeiana är en vallmoväxtart som först beskrevs av Cheng Yih Wu och H. Chuang, och fick sitt nu gällande namn av Z. Y. Su, Lidén. Corydalis omeiana ingår i släktet nunneörter, och familjen vallmoväxter. Inga underarter finns listade i Catalogue of Life.